# 李春岩
李春岩（1938年9月15日—），河北大城人，中国神经病学学家，中国工程院院士。

## 生平
1962年毕业于河北医学院，获学士学位。2001年当选为中国工程院院士。